# Zares
Zares - socialno liberalni (lett. "Sul serio - socioliberali") è stato un partito politico sloveno socioliberale di centrosinistra, affiliato all'ALDE a livello europeo e membro dell'Internazionale Liberale. Il nome Zares deriva da un'espressione slovena che vuol dire Davvero.
Fino al 2011 si chiamava Zares - nova politika (lett. "Sul serio - nuova politica").

## Storia
Zares nacque nel 2007 da una scissione della Democrazia Liberale di Slovenia, quando 6 parlamentari lasciarono il partito fondando un nuovo gruppo parlamentare.
Alle elezioni presidenziali del 2007 il partito ha sostenuto la candidatura di Danilo Türk, poi eletto.
In vista delle elezioni del 2008, Zares si è alleato ufficiosamente con Democrazia Liberale di Slovenia e i Socialdemocratici. Il noto filosofo Slavoj Žižek ha espresso il suo supporto per il partito.
Alle elezioni ha ottenuto il 9,4% e 9 seggi, ed è entrato a fare parte del governo di centrosinistra di Borut Pahor.
Nel 2009 il leader Golobič è stato coinvolto in uno scandalo per avere nascosto ai media i propri investimenti nella compagnia Ultra; questo scandalo ha scosso il partito e ha portato alla fuoriuscita di alcuni membri. Nel 2011 il partito ha abbandonato il governo, contribuendo così alla sua caduta.
Alle elezioni del 2011 Zares è crollato allo 0,7% e non ha eletto alcun deputato, diventando così un partito extraparlamentare.

## Risultati elettorali
| Elezione          | Voti   | %    | Seggi  |
| ----------------- | ------ | ---- | ------ |
| Parlamentari 2008 | 98.526 | 9,37 | 9 / 90 |
| Europee 2009      | 45.237 | 9,77 | 1 / 8  |
| Parlamentari 2011 | 7.218  | 0,65 | 0 / 90 |
| Europee 2014      | 3.808  | 0,95 | 0 / 8  |